# Carazziella calafia
Carazziella calafia är en ringmaskart som beskrevs av Blake 1979. Carazziella calafia ingår i släktet Carazziella och familjen Spionidae. Inga underarter finns listade i Catalogue of Life.